# Kim Chung-tae
Kim Chung-tae (n. 6 iulie 1980) este un arcaș ce a reprezentat Coreea de Sud, medaliat olimpic. A participat la o ediție a Jocurilor Olimpice (2000) în care a câștigat o medalie de aur.

## Participări
Lista de mai jos prezintă principalele competiții la care a participat Kim Chung-tae de-a lungul carierei.
- archery at the 2000 Summer Olympics – men's team[*]